# SN 2012Y
SN 2012Y – supernowa typu IIn, odkryta 26 stycznia 2012 roku w galaktyce A045027-0329. W momencie odkrycia, miała maksymalną jasność 18,2m.